# Leonardo Kalil Abdala
Leonardo Kalil Abdala (sinh ngày 10 tháng 4 năm 1996) là một cầu thủ bóng đá người Brasil.

## Sự nghiệp câu lạc bộ
Leonardo Kalil Abdala đã từng chơi cho Albirex Niigata.